# Sommer-Paralympics 2012/Teilnehmer (Griechenland)
| stlisierte Goldmedaille | stlisierte Silbermedaille | stlisierte Bronzemedaille |
| ----------------------- | ------------------------- | ------------------------- |
| 1                       | 3                         | 8                         |

Griechenland entsendete zu den Paralympischen Sommerspielen 2012 in London eine aus 67 Sportlern bestehende Mannschaft.

## Teilnehmer nach Sportart

### Bogenschießen
Frauen:
- Anna Tzika

### Boccia
Frauen:
- Maria-Eleni Kordali

Männer:
- Nikolaos Pananos
- Alexandros Papadakis
- Grigorios Polychronidis
- Panagiotis Soulanis

### Leichtathletik
Frauen:
- Alexandra Dimoglou
- Paraskevi Kantza
- Anthi Karagianni
- Styliani Smaragdi
- Maria Stamatoula
- Evangelia Ziska

Männer
- Athanasios Barakas
- Kostas Dibidis
- Che Jon Fernandes
- Marinos Fylachtos
- Pantelis Kalogeros
- Evangelos Kanavos
- Nikolaos Kaplanis
- Georgios Karaminas
- Alexandros Michail Konstantinidis
- Ilias Nalmpantis
- Efstratios Nikolaidis
- Angim Dimitrios Ntomgkioni
- Anastasios Petropoulos
- Ioannis Protos
- Anastasios Tsiou
- Gerasimos Vryonis
- Dimitrios Zisidis
- Paschalis Stathelakos
- Manolis Stefanoudakis

### Powerlifting (Bankdrücken)
Männer:
- Nikolaos Gkountanis
- Pavlos Mamalos
- Gkremislav Moysiadis

### Radsport
Frauen:
- Adamantia Chalkiadaki
- Argiro Milaki

Männer:
- Stamatios Kotzias
- Christos Stefanakis
- Konstantinos Troulinos

### Rollstuhlfechten
Männer:
- Georgios Alexakis
- Emmanouil Bogdos
- Gerasimos Pylarinos
- Panagiotis Triantafyllou

### Schießen
Frauen:
- Theodora Moutsiou

Männer
- Evangelos Kakosaios

### Schwimmen
Frauen
- Maria Kalpakidou
- Chrysoula Antoniadou
- Semicha Rizaoglou

Männer
- Georgios Kapellakis
- Konstantinos Karaouzas
- Andreas Katsaros
- Ioannis Kostakis
- Aristeidis Makrodimitris
- Charalampos Taiganidis
- Christos Tampaxis
- Alex Taxildaris
- Vasilis Tsagkaris
- Antonios Tsapatakis
- Nikolaos Tsotras

### Segeln
Männer:
- Theodoros Alexas
- Vasilis Christoforou
- Georgios Delikouras
- Anargyros Notaroglou